# هارولد مكنمارا
هارولد مكنمارا هو لاعب هوكي الجليد كندي، ولد في 3 أغسطس 1889 في أونتاريو في كندا، وتوفي في 27 أغسطس 1937 في بيرو.